# 范若愚
范若愚（1912年—1985年6月20日），山西五寨人。中华人民共和国政治人物。

## 生平
1932年，在北平参加反帝大同盟。1933年加入中国共产党。曾任山西五寨县三区区委书记，晋绥边区二分区专员公署秘书主任，120师独立二旅参议。1938年，到中共马列学院学习，1951年留该校工作。曾任该校政治研究室秘书，马列主义基础教研室副主任、主任。1959年，任中共中央高级党校副校长。后曾任周恩来的理论秘书，刘少奇的学习秘书，《红旗》杂志常务副总编等。1976年10月以后，任中央党校党委委员、校委委员，副教育长、顾问。曾任第四至六届全国政协委员。著有《科学社会主义概论——中国社会主义基本问题》 等。1985年6月20日在北京逝世。